# Tedania phacellina
Tedania phacellina är en svampdjursart som beskrevs av Topsent 1928. Tedania phacellina ingår i släktet Tedania och familjen Tedaniidae. Inga underarter finns listade i Catalogue of Life.